# Grande Prêmio Miguel Induráin
O Grande Prêmio Miguel Induráin ou G. P. Miguel Induráin é uma carreira profissional de ciclismo de estrada como uma clássica ciclista. Toma seu nome em homenagem ao ciclista navarro pentacampeão do Tour de France, Miguel Induráin.
Nasceu no ano 1951 e desde o ano 2005 pertence aos Circuitos Continentais UCI fazendo parte do UCI Europe Tour, até ao ano 2006 foi catalogada como categoria 1.1 e após esse ano em 2007 passou à categoria 1.hc (máxima categoria desses circuitos), mas novamente desde o ano 2013 desceu de novo à categoria 1.1 onde se mantém na actualidade.
A carreira historicamente tem tido diferentes denominações, alternando nomes de um ano para outro, mas desde 1999 se mantém o nome actual de uma forma regular. No 2006 mudou-se o final plano no centro de Estella por um em alto na Basílica de Nossa Senhora do Puy, também em Estella.
O evento é organizado pelo Club Ciclista Estella.
Na actualidade, o corredor com mais vitórias é Hortensio Vidaurreta, quem tem o recorde de vitórias com quatro, obtendo três delas de maneira consecutiva.

## Palmarés

### Campeonato Basco-Navarro de Montanha
| Ano                                  | Vencedor               | Segundo                         | Terceiro                |
| ------------------------------------ | ---------------------- | ------------------------------- | ----------------------- |
| Campeonato Basco-Navarro de Montanha |                        |                                 |                         |
| 1951                                 | Hortensio Vidaurreta   |                                 |                         |
| 1952                                 | Hortensio Vidaurreta   | Julián Aguirrezabal Gallastegui | Manuel Aizpuru          |
| 1953                                 | Hortensio Vidaurreta   | Gabriel Company                 | Salvador Botella        |
| 1954                                 | Miguel Vidaurreta      | Cosme Barrutia Iturriagoitia    | Jesús Moriones          |
| 1955                                 | Jesús Galdeano         | Andreu Trobat García            | José Escolano Sánchez   |
| 1956                                 | Antonio Ferraz         | Vicente Iturat                  | Hortensio Vidaurreta    |
| 1957                                 | Miguel Chacón Diez     | Carmelo Morais Erostarbe        | Vicente Iturat          |
| Campeonato da Espanha de Montanha    |                        |                                 |                         |
| 1958                                 | Bernardo Ruiz          | Gabriel Company                 | Anicet Utset            |
| Campeonato Basco-Navarro de Montanha |                        |                                 |                         |
| 1959                                 | Miguel Pacheco         | Antonio Karmany                 | Antonio Bertrán Panadés |
| Campeonato da Espanha de Montanha    |                        |                                 |                         |
| 1960                                 | Antonio Jiménez Quiles | Ángel Rodríguez López           | Benigno Azpuru          |
| Campeonato Basco-Navarro de Montanha |                        |                                 |                         |
| 1961                                 | José Pérez-Francés     | Antonio Gómez del Moral         | Angelino Soler          |
| 1962                                 | Juan Antonio Belmonte  | Martín Colmenarejo              | Antonio Bertrán Panadés |
| 1963                                 | José Pérez-Francés     | Antón Barrutia Iturriagoitia    | Carlos Echeverría       |
| 1964                                 | Francisco Gabica       | Eusebio Vélez                   | José Pérez-Francés      |
| 1965                                 | Eusebio Vélez          | Valentín Uriona                 | Francisco López         |
| 1966                                 | Carlos Echeverría      | Valentín Uriona                 | Manuel Martín Piñera    |

### Troféu Governo de Navarra e Grande Prêmio Miguel Induráin
| Ano                                | Vencedor                       | Segundo                        | Terceiro                     |
| ---------------------------------- | ------------------------------ | ------------------------------ | ---------------------------- |
| Campeonato da Espanha de Montanha  |                                |                                |                              |
| 1967                               | Antonio Gómez del Moral        | Ginés García Perán             | José Pérez-Francés           |
| Grande Prêmio Navarra              |                                |                                |                              |
| 1968                               | José Manuel López              | Luis Ocaña                     | Andrés Gandarias Albizu      |
| 1969                               | Gregorio San Miguel            | José Antonio González          | Nemesio Jiménez              |
| 1970                               | Antonio Gómez del Moral        | Carlos Echeverría              | Luis Zubero                  |
| Campeonato da Espanha de Montanha  |                                |                                |                              |
| 1971                               | Miguel María Lasa              | Txomin Perurena                | Pedro Torres                 |
| Grande Prêmio Navarra              |                                |                                |                              |
| 1972                               | Vicente López Carril           | Miguel María Lasa              | José Luis Abilleira          |
| 1973                               | Txomin Perurena                | José Luis Abilleira            | Pedro Torres                 |
| 1974                               | Miguel María Lasa              | Txomin Perurena                | Antonio Martos Aguilar       |
| 1975                               | Agustín Tamames                | Jose Luis Viejo                | Txomin Perurena              |
| 1976                               | José Nazábal                   | Andrés Oliva                   | Manuel Esparza               |
| 1977                               | Vicente López Carril           | Enrique Cima                   | Francisco Elorriaga          |
| 1978                               | Miguel María Lasa              | Francisco Elorriaga            | Enrique Cima                 |
| 1979                               | Juan Fernández Martín          | Miguel María Lasa              | Faustino Rupérez             |
| 1980                               | Juan Fernández Martín          | Eulalio García Pereda          | Miguel María Lasa            |
| 1981                               | Eulalio García Pereda          | Miguel María Lasa              | Vicente Belda                |
| 1982                               | Pedro Muñoz                    | Juan Fernández Martín          | Marino Lejarreta             |
| 1983                               | Juan Fernández Martín          | José Luis Laguía               | Julián Gorospe               |
| 1984 edição não realizada          |                                |                                |                              |
| 1985                               | Celestino Prieto               | Federico Echave                | Álvaro Pino                  |
| 1986 edição não realizada          |                                |                                |                              |
| 1987                               | Miguel Indurain                | Iñaki Gastón                   | Federico Echave              |
| 1988                               | Pedro Delgado                  | Ángel Camarillo                | Marino Lejarreta             |
| Troféu Comunidade Foral de Navarra |                                |                                |                              |
| 1989                               | Mariano Sánchez Martínez       | Federico Echave                | Casimiro Moreda García Tizón |
| 1990                               | Pedro Delgado                  | Federico Echave                | Marino Lejarreta             |
| 1991                               | Roland Le Clerc                | Peter Hilse                    | Viktor Klimov                |
| 1992                               | Julián Gorospe                 | Jean-François Bernard          | Viktor Klimov                |
| 1993                               | Johnny Weltz                   | Neil Stephens                  | José Ramón Uriarte           |
| 1994                               | Marino Alonso                  | Abraham Olano                  | José Ramón Uriarte           |
| 1995                               | Félix García Casas             | Miguel Ángel Peña              | Juan Carlos Vicario Barberá  |
| 1996                               | Alex Zülle                     | Laurent Jalabert               | David García Markina         |
| 1997                               | Mikel Zarrabeitia              | Bingen Fernández               | David Etxebarria             |
| 1998                               | Francisco Mancebo              | Stefano Garzelli               | Davide Rebellin              |
| Grande Prêmio Miguel Induráin      |                                |                                |                              |
| 1999                               | Stefano Garzelli               | David Etxebarria               | Davide Rebellin              |
| 2000                               | Miguel Ángel Martín Perdiguero | Laurent Jalabert               | Ángel Vicioso                |
| 2001                               | Ángel Vicioso                  | David Etxebarria               | Paolo Lanfranchi             |
| 2002                               | Ángel Vicioso                  | Marcos Serrano                 | Mario Aerts                  |
| 2003                               | Matthias Kessler               | Ángel Vicioso                  | David Etxebarria             |
| 2004                               | Matthias Kessler               | Miguel Ángel Martín Perdiguero | Daniele Righi                |
| 2005                               | Javier Pascual Rodríguez       | Alejandro Valverde             | Ángel Vicioso                |
| 2006                               | Fabian Wegmann                 | Andrea Moletta                 | Andriy Hrivko                |
| 2007                               | Rinaldo Nocentini              | Joaquim Rodríguez              | Alejandro Valverde           |
| 2008                               | Fabian Wegmann                 | Michael Albasini               | Joaquim Rodríguez            |
| 2009                               | David de la Fuente             | Alexandr Kolobnev              | Fabian Wegmann               |
| 2010                               | Joaquim Rodríguez              | Michel Kreder                  | Alexandr Kolobnev            |
| 2011                               | Samuel Sánchez                 | Alexandr Kolobnev              | Fabian Wegmann               |
| 2012                               | Daniel Moreno                  | Mikel Landa                    | Ángel Madrazo                |
| 2013                               | Simon Špilak                   | Igor Antón                     | Peter Stetina                |
| 2014                               | Alejandro Valverde             | Tom Slagter                    | Serguei Chernetski           |
| 2015                               | Ángel Vicioso                  | Ion Izagirre                   | Beñat Intxausti              |
| 2016                               | Ion Izagirre                   | Sergio Henao                   | Moreno Moser                 |
| 2017                               | Simon Yates                    | Michael Woods                  | Sergio Henao                 |
| 2018                               | Alejandro Valverde             | Carlos Verona                  | Nick Schultz                 |
| 2019                               | Jonathan Hivert                | Luis León Sánchez              | Sergio Higuita               |
| 2021                               | Alejandro Valverde             | Alexey Lutsenko                | Luis León Sánchez            |
| 2022                               | Warren Barguil                 | Aleksandr Vlasov               | Simon Clarke                 |
| 2023                               | Ion Izagirre                   | Sergio Higuita                 | Mattias Skjelmose            |
| 2024                               | Brandon McNulty                | Maxim Van Gils                 | Oscar Onley                  |
| 2025                               |                                |                                |                              |

Nota: Na edição 2010, em princípio o segundo foi Alejandro Valverde mas foi desclassificado por seu envolvimento na "Operação Porto" (ver Caso Valverde).

## Palmarés por países
Atualizado após edição de 2024
| País           | Vitórias |
| -------------- | -------- |
| Espanha        | 55       |
| Alemanha       | 4        |
| França         | 3        |
| Itália         | 2        |
| Suíça          | 1        |
| Dinamarca      | 1        |
| Eslovênia      | 1        |
| Reino Unido    | 1        |
| Estados Unidos | 1        |